# Aaron Miller
Aaron Michael Miller (* 11. srpna 1971 Buffalo) je bývalý americký lední hokejista, který hrával na postu obránce. V NHL hrál za kluby Quebec Nordiques, Colorado Avalanche, Los Angeles Kings a Vancouver Canucks. Odehrál v základní části NHL 677 utkání, v nichž zaznamenal 119 kanadských bodů (25 gólů). Dalších 80 zápasů a 12 bodů (3 branky) přidal ve vyřazovací části. S americkou reprezentací získal stříbrnou medaili na olympijských hrách v Salt Lake City roku 2002 a bronz na mistrovství světa v roce 2004. Hrál též na světovém poháru 2004 a mistrovství světa 2005. Byl nominován i na olympijské hry do Turína, ale nakonec na turnaj nejel kvůli potížím se zády. Po skončení hráčské kariéry v roce 2008 začal podnikat, vlastní jedenáct franšíz restauračního řetězce Buffalo Wild Wings.